# Rumania en los Juegos Olímpicos de Pekín 2008
Rumanía estuvo representada en los Juegos Olímpicos de Pekín 2008 por un total de 101 deportistas que compitieron en 16 deportes.  
La portadora de la bandera en la ceremonia de apertura fue la jugadora de balonmano Valeria Beșe.

## Medallistas
El equipo olímpico rumano obtuvo las siguientes medallas:
| Nombre | Deporte            | Competición                  |
| --- | ------------------ | ---------------------------- |
| Oro |                    |                              |
| Constantina Tomescu | Atletismo          | Maratón F                    |
| Sandra Izbașa | Gimnasia artística | Suelo F                      |
| Alina Dumitru | Judo               | –48 kg F                     |
| Georgeta Damian Viorica Susanu | Remo               | Dos sin timonel (W2-) F      |
| Plata |                    |                              |
| Ana Maria Brânză | Esgrima            | Espada ind. F                |
| Bronce |                    |                              |
| Mihai Covaliu | Esgrima            | Sable ind. M                 |
| Andreea Acatrinei Gabriela Drăgoi Andreea Grigore Sandra Izbașa Steliana Nistor Anamaria Tamarjan                                                     | Gimnasia artística | Concurso completo por eqs. F |
| Gheorghiță Ștefan | Lucha libre        | 74 kg M                      |
| Constanța Burcică Viorica Susanu Rodica Șerban Enikő Barabás Simona Mușat-Strimbeschi Ioana Papuc Georgeta Andrunache Doina Ignat Elena Georgescu (t) | Remo               | Ocho con timonel (W8+) F     |